# Alexei Michailowitsch Gmyrjow

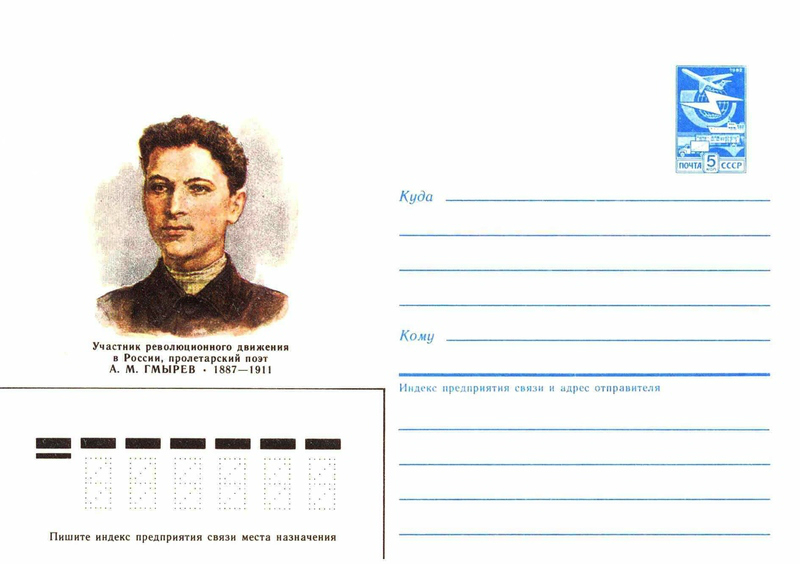
Alexei Michailowitsch Gmyrjow in einer Reproduktion von 1986

Alexei Michailowitsch Gmyrjow (russisch Алексей Михайлович Гмырёв; * 29. März 1887 in Smolensk; † 24. September 1911 in Cherson) war ein russischer Dichter und Kommunist, der während seiner Haftzeit im Strafgefängnis von Cherson verstarb.

## Leben
Er wurde 1887 als Sohn eines Eisenbahnschaffners in Smolensk in Russland geboren. Im Alter von neun Jahren verlor er seine Mutter, sechs Jahre später verstarb auch sein Vater. Auf der Suche nach Arbeit zog Alexei Gmyrew nach Mykolajiw und arbeitete auf einer Werft. Ab 1903 engagierte er sich in der Sozialdemokratischen Arbeiterpartei Russlands und nahm aktiv an der Russischen Revolution 1905 in der Region Mykolajiw teil. Nach dem Scheitern der Revolution wurde Gmyrew wiederholt verhaftet und im Mai 1906 in die Provinz Archangelsk verbannt. Nach seiner Flucht aus dem Exil wurde Gymrev im September 1906 erneut festgenommen und zu sechs Jahren und acht Monaten harter Arbeit verurteilt.
Bereits 1905 begann er mit dem Verfassen von Gedichten, die meist im Gefängnis entstanden sind. Während seiner Haftzeit litt Gymrew stark an der Abgeschiedenheit von der Außenwelt. Gleichzeitig bringt er in seinen Texten den Glauben zum Ausdruck, dass das Streben der revolutionären Arbeiterschaft nicht durch Haft und Repression aufgehalten werden könne. In seinen Arbeiten forderte Gymrew den Sturz des alten Systems und die konsequente Arbeit am Aufbau des Sozialismus.
Im Alter von 24 Jahren starb er im Jahr 1911 im Strafgefängnis Cherson an den Folgen einer Schwindsucht, nachdem er insgesamt rund ein Viertel seines Lebens in Haft verbracht hatte. Zu Lebzeiten veröffentlichte Gmyrew nur etwa zehn Gedichte, weitere Arbeiten erschienen erst posthum (unter anderem in der Prawda). Nach der Oktoberrevolution folgte die Anerkennung von Gmyrews literarischem Nachlass. Sammlungen seiner Gedichte wurden in verschiedenen Verlagen der Sowjetunion veröffentlicht und von Literaturkritikern gelobt. So bezeichnete etwa der russische Philosoph und marxistische Theoretiker Alexander Bogdanow in seiner theoretischen Arbeit über proletarische Dichtung Gmyrews Gedicht „Das Rote Lied“ als Musterbeispiel für proletarische Lyrik. Es ist das einzig bekannte Gedicht Gmyrews, das in die deutsche Sprache übertragen wurde.
Der Komponist Dmitri Schostakowitsch vertonte einige seiner Gedichte, in Mykolajiw wurde 1968 ein Denkmal für Alexei Gmyrew errichtet.